# Coucal-Formation
Die Coucal-Formation ist eine aus vorwiegend sauren Vulkaniten bestehende Formation aus dem Paläoarchaikum Westaustraliens. Sie bildet einen Teil des East Pilbara Terrane und ist die zweite Formation aus der zur Warrawoona Group gehörenden Coonterunah Subgroup. Sie wurde mit 3515 bis 3498 Millionen Jahren BP datiert und stammt somit aus dem Isuum.

## Etymologie

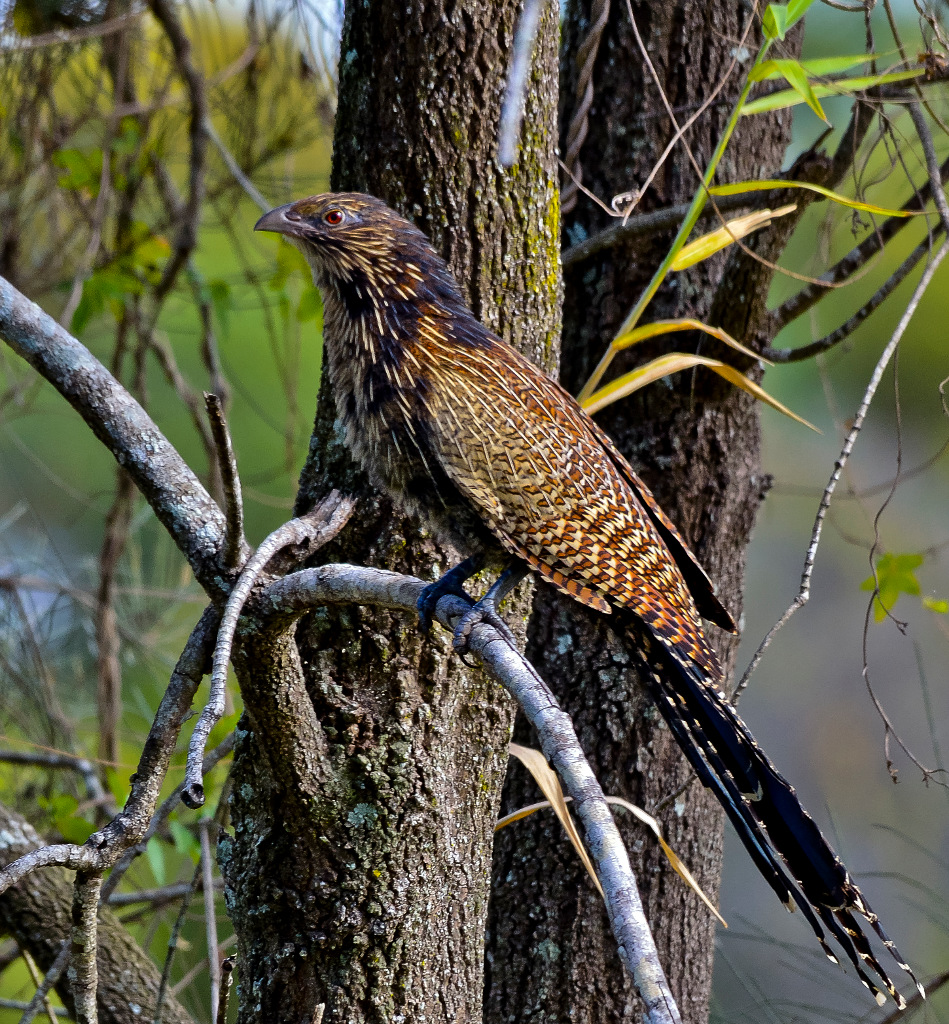
Der im Aufschlussgebiet vorkommende Fasanspornkuckuck Centropus phasianinus

Die Coucal-Formation wurde nach den Spornkuckucken benannt, die im Englischen als Coucal bezeichnet werden.

## Vorkommen
Das Vorkommen der Coucal-Formation ist auf den südlich des Carlindi-Granitkomplexes liegenden Pilgangoora-Grünsteingürtel beschränkt, in den übrigen Grünsteingürteln des East Pilbara Terrane fehlt sie.

## Einführung
Die durchschnittlich bis zu 1.500 Meter mächtig werdende Coucal-Formation ist magmatischen Ursprungs und vorwiegend extrusiver Natur. Sie besteht aus Rhyolithen, Rhyodaziten und sauren Tuffen, es  treten aber auch Andesite, Dazite und vor allem thloeiitische Basalte auf.  Diese Gesteine wurden später unterschiedlich stark verkieselt, rekristallisiert und metamorphosiert (Grünschiefer- bis Amphibolithfazies). Die Coucal-Formation überlagert konkordant mit einer basalen Chertlage die Table-Top-Formation. Sie wird ihrerseits von der Double-Bar-Formation überlagert.

## Stratigraphie
Über dem Grenzchert folgen tholeiitische Basalte. Darüber haben sich zwischen zwei weiteren eingrenzenden Chertlagen erstmals bis zu 35 Meter an intermediären bis sauren Vulkanoklastika abgelagert. Diese werden von einer weiteren,  bis zu 1000 Meter mächtigen tholeiitischen Basaltfolge überdeckt, in die zwei Intrusivlagen mit Gabbros eingedrungen sind. Erst im Hangenden der Formation tauchen die charakteristischen sauren Vulkanite auf. Die Formation endet mit einer doppelten Chertlage, welche sie zur konkordant aufliegenden Double-Bar-Formation abgrenzt.

## Lithologie
Die Metachertlagen werden maximal bis zu 8 Meter mächtig. Sie bestehen aus abwechselnd hellen und dunklen Lagen im Millimeter- bis Zentimeterbereich. Die dunklen Lagen sind reich an Magnetit oder organischem Kohlenstoff (Kerogen). Die überlagernden Vulkanoklastika bestehen aus bimodaler Tephra. Sie enthalten außerdem mikritische Karbonatlagen mit wechselndem Verkieselungsgrad. Eine Variante sind rote, an Hämatit angereicherte Lagen, die sich mit Lagen an weißem, reinen, kryptokristallinen Quarz ablösen. Die tholeiitischen Basalte sind feinkörnig und zeigen gelegentliche Kissen, generell sind sie vergleichbaren Einheiten der unterlagernden Table-Top-Formation sehr ähnlich. In ihnen treten subvulkanische Intrusiva wie Dolerite bis hin zu Gabbros auf. Die intermediären bis sauren Vulkanite im Hangenden stehen typischerweise brekziiert an und verwittern zu Rundformen. Hierzu gehören sehr blasenreiche, hyaloklastische Brekzien mit dazitischer bis rhyolithischer Zusammensetzung sowie fließgebänderte Dazite. Individuelle Fließeinheiten können bis zu mehr als 200 Meter mächtig werden. Die Autobrekziierung dieser Vulkanite ist charakteristisch für die Ablagerung von sauren Gesteinsfolgen im Tiefen wasser.

### Mineralogie
Die sauren Vulkanite sind aus Phänokristallen, Grundmasse und Amygdalen (Mandeln)  aufgebaut. Als Phänokristalle fungieren 1 bis 5 Millimeter große Quarze und rechteckige Feldspäte, die sehr stark zu Pyrophyllit umgewandelt sind. Die hochgradig verkieselte und serizitisierte Grundmasse ist von beiger bis hellgrüner Farbe. Ihre Kristalle sind sehr feinkörnige (< 0,1 Millimeter) Quarze und nach Albit umwandelnde Muskovite, geringe Mengen an Chlorit und Spuren von Opakmineralen (Oxide). Die zirka 1,5 Zentimeter großen Amygdalen liegen gestreckt vor.

## Petrologie
Bei der Coucal-Formation der Coonterunah Subgroup lassen sich zwei saure, Natrium-betonte Magmenserien (K2O/Na2O=0,050-0,045) unterscheiden:
- Mitglieder der Serie CF-1 haben geringere Ti- und Fe-Gehalte und ihre Spurenelementzusammensetzung ist stärker fraktioniert. Geringer Yb-Gehalt und ein hohes La/Yb-Verhältnis lassen eine nur geringfügige Verunreinigung durch TTG-Magmenkomponenten erkennen.
- Die Serie CF-2 ist wesentlich typischer für einen Ursprung aus fraktionierten Tholeiiten (und nicht aus kalkalkalischen oder archaischen TTG-Magmenserien), erkennbar an starker Fe-Betonung, geringem K2O-Gehalt (< 1,0 Gewichtsprozent) und erhöhten Konzentrationen an schweren Seltenen Erden (HREE) und Y, die ihrerseits positiv mit dem SiO2-Gehalt und dem La/Yb-Verhältnis korreliert sind.

Ein Dazit, der sehr wahrscheinlich aus einem TTG-Magma hervorgegangen ist, liegt außerhalb dieser beiden Serien. Er wird durch sehr geringe Yb-Gehalte und einem sehr niedrigen La/Yb-Verhältnis charakterisiert.

## Datierung
Buick und Kollegen konnten 1995 unter Anwendung der SHRIMP-Methode (Uran-Blei-Datierung in Zirkonen) Dazite und Rhyolithe aus der oberen Coucal-Formation mit 3515 ± 3 Millionen Jahren BP datieren. Für einen Dazit fand Green (2001) 3518 ± 4 Millionen Jahre BP. Die Coucal-Formation gehört somit ins ausgehende Isuum.